# Conyza adenocarpa
Conyza adenocarpa là một loài thực vật có hoa trong họ Cúc. Loài này được Dalzell & A.Gibson mô tả khoa học đầu tiên năm 1861.